# بيتار بيتروفيتش (سياسي)
بيتار بيتروفيتش هو سياسي صربي، ولد في 2 أكتوبر 1951 في صربيا. حزبياً، نشط في United Serbia ‏. وقد انتخب عضو الجمعية الوطنية في صربيا.